# بيل ميلر (لاعب هوكي الجليد)
بيل ميلر هو لاعب هوكي الجليد كندي، ولد في 1 أغسطس 1908 في كامبلتون ‏ في كندا، وتوفي في 12 يونيو 1986.

## وصلات خارجية
- روبرت ميلر على موقع دوري الهوكي الوطني (الإنجليزية)
- روبرت ميلر على موقع EliteProspects.com (الإنجليزية)
- روبرت ميلر على موقع HockeyDB.com (الإنجليزية)
- روبرت ميلر على موقع Hockey-Reference.com (الإنجليزية)